# Castello di Lida

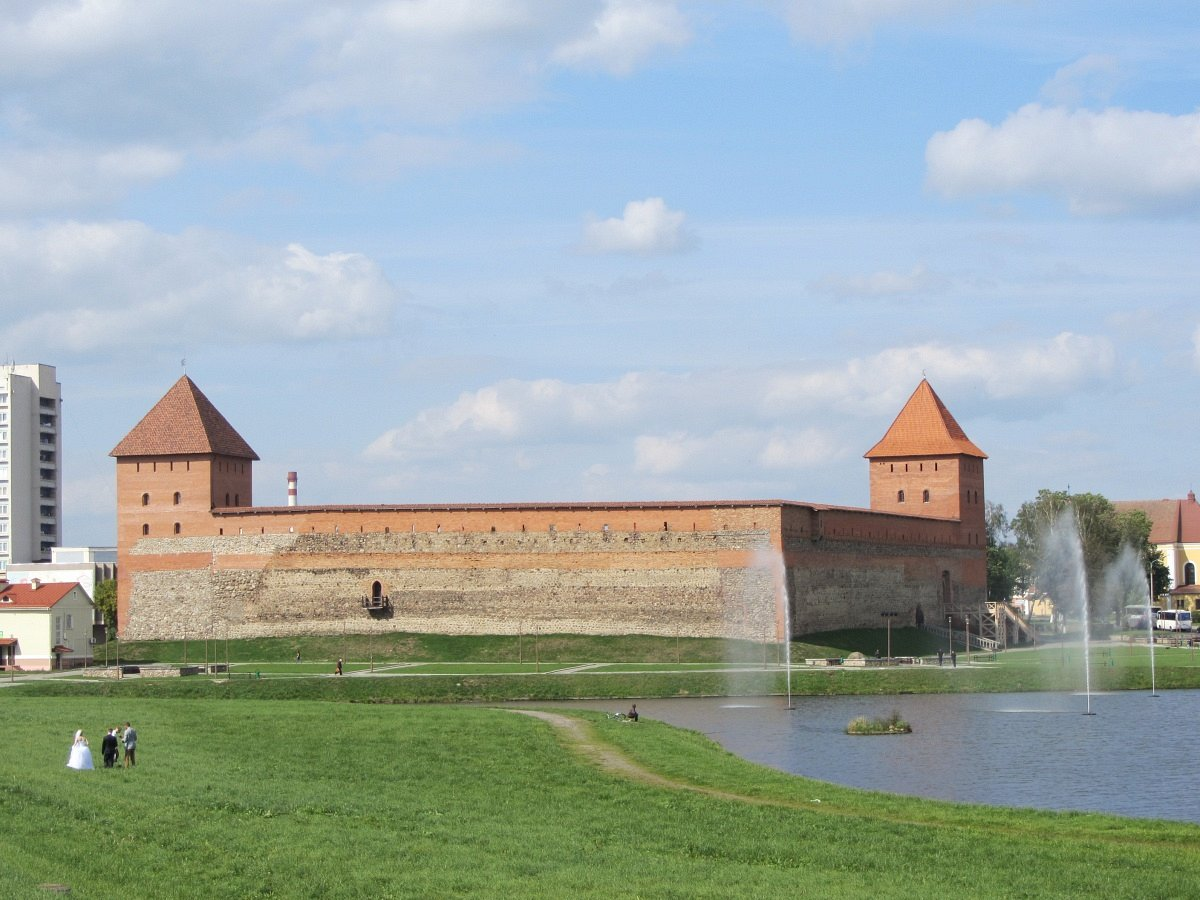
Castello di Lida visto dal fiume Lida

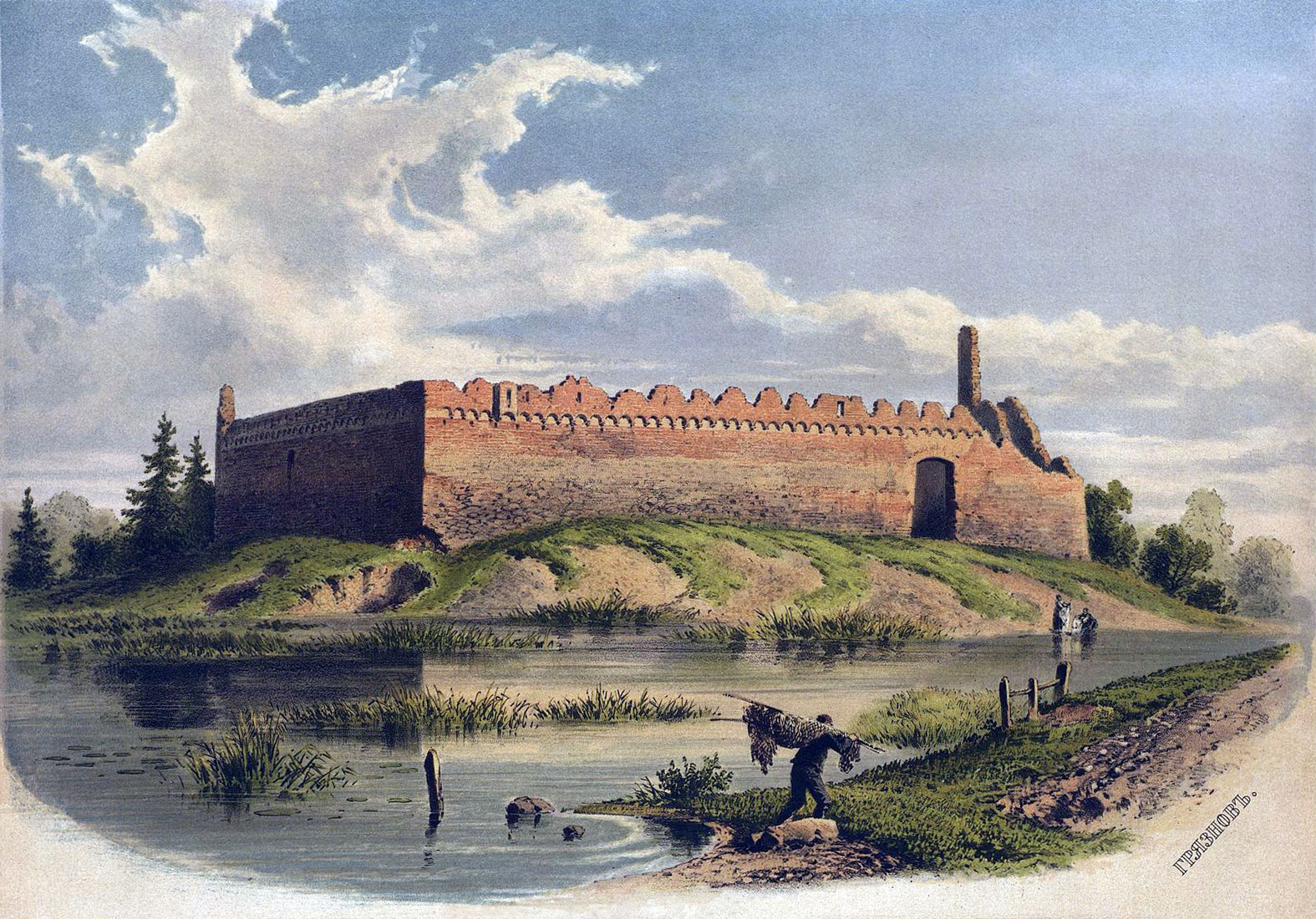
Vista storica nel 1874

Il castello di Lida (in bielorusso Лідскі замак?, Lidski zamak, in lituano Lydos pilis, in polacco Zamek w Lidzie) è uno storico castello medievale a Lida, nella regione di Hrodna, nella Bielorussia occidentale. 

## Storia
Era una delle numerose cittadelle erette dal granduca di Lituania Gediminas all'inizio del XIV secolo per difendere le sue terre dall'espansione dei cavalieri teutonici. Altre fortezze di questa catena di difesa includevano Hrodna, Navahrudak, Krėva, Medininkai e Trakai. La moderna città di Lida, in Bielorussia, è cresciuta intorno a questo castello. Il castello di Lida è situato all'altitudine di 141 metri sul livello del mare.
Il sito scelto per il castello è naturalmente difeso dai fiumi Kamenka e Lida a est e ovest. La costruzione delle murature a ciottoli fu effettuata nel 1323, 1324 e 1325, mentre successivamente furono rinforzate con mattoni rossi. Il castello aveva due torri angolari e una chiesa, che fu spostata fuori le mura nel 1533. I piani superiori di entrambe le torri erano abitati. 
Nonostante le sue imponenti fortificazioni, Lida fu presa più volte dai cavalieri teutonici (1384, 1392). Il granduca lituano Vitoldo ospitò il suo alleato khan Toktamish, condottiero mongolo, che si stabilì "in una iurta vicino al castello". Nel 1406 la famiglia di Jurij di Smolensk fu rinchiusa a Lida in ostaggio; il tentativo di prendere il castello e liberarli non ebbe successo. Nel 1433 Lida fu un punto di contesa tra Švitrigaila e il cugino Sigismund Kęstutaitis. 
I decenni successivi furono meno tempestosi. Lida fu devastata dai tatari di Crimea nel 1506 e fu presa d'assalto dai russi durante la guerra russo-polacca nel 1659. Gli svedesi, conquistando il castello due volte durante la grande guerra del nord, ne fecero saltare in aria entrambe le torri. Nel 1794 il parco del castello fu teatro di una battaglia tra i seguaci di Kościuszko e i russi. 
Dopo l'incendio della città del 1891, la torre sud-occidentale e parti del muro occidentale del castello furono abbattute per fornire la pietra per riparare le case danneggiate dal fuoco. Una squadra di archeologi di San Pietroburgo intervenne per fermare il vandalismo. C'è stato solo un leggero restauro delle pareti negli anni '20 del Novecento. 
Per gran parte del XX secolo uno zoo o un circo itinerante ha occupato il complesso del castello. Ogni dicembre veniva posto un albero di Natale all'interno delle mura. Fu solo nel 1982 che fu lanciata una campagna di restauro. Il mattone rosso è stato utilizzato per indicare le sezioni ricostruite, fino a 12 metri di altezza. Un importante restauro avvenne nel 2010. 
Ogni anno nel castello di Lida ha sede un torneo a tema medievale. All'interno delle sue torri si sta creando un museo.